# Sławomir Żałobka
Sławomir Żałobka (ur. 6 marca 1965) – polski urzędnik państwowy i prawnik, w 2015 podsekretarz stanu w Ministerstwie Infrastruktury i Rozwoju.

## Życiorys
Ukończył studia na Wydziale Prawa i Administracji Uniwersytetu Warszawskiego. Przez ponad 20 lat był zatrudniony w  służbie cywilnej na stanowiskach eksperckich i kierowniczych: początkowo w Ministerstwie Finansów (1990–2006, w tym ostatnie pięć lat jako dyrektor generalny), później w Ministerstwie Edukacji Narodowej, Kancelarii Prezesa Rady Ministrów oraz Urzędzie Służby Cywilnej. Był również członkiem Rady Zamówień Publicznych oraz arbitrem w sprawach o zamówienia publiczne. Był przedstawicielem Fundacji Europejskiego Instytutu Administracji Publicznej (EIPA) w Polsce.
9 lutego 2015 został podsekretarzem stanu w Ministerstwie Infrastruktury i Rozwoju, odpowiedzialnym za kolej i lotnictwo. Odwołany ze stanowiska 16 listopada 2015. Później związany z sektorem prywatnym jako menedżer, podjął też praktykę w zawodzie radcy prawnego. W 2005 został odznaczony Złotym Krzyżem Zasługi.